# Tvillingdetektiverna
Tvillingdetektiverna (eller Tvillingdeckarna), Klas och Göran Bergendahl, är två fiktiva unga detektiver som figurerar i en serie ungdomsböcker av Sivar Ahlrud, vilken är en kollektiv pseudonym för författarna Ivar Ahlstedt och Sid Roland Rommerud.
Böckerna om Tvillingdetektiverna hör till de mest lästa svenska ungdomsböckerna under 1900-talet. Första boken, 'Tvillingdetektiverna', kom redan 1944, men det var under 1950-, 1960- och 1970-talen som böckerna rönte sin största popularitet. I den samlade produktionen kan den historieintresserade följa en stor del av Sveriges utveckling under 1900-talet.

## Klas och Göran
De aldrig åldrande Klas och Göran är två rufsigt rödhåriga, fräkniga enäggstvillingar som bor i den fiktiva Norrlandsorten Vindsele (baserad på Rommeruds hemort Vindeln). Tvillingdetektiverna är de klassiska "busgrabbarna", något av en dubbel upplaga av Anderssonskans Kalle i modern tappning. De har en osviklig förmåga att hamna i trubbel, ställa till med otyg, men också att upptäcka och inte minst lösa mysterier och brott av alla de slag.
Klas är i många (men inte alla) böcker den äldre av de två. Han är också mer ekonomisk (snål) och den som är snabbast att hitta på lösningar när veckopengen inte räcker eller är indragen. Han sägs också vara mer diplomatisk. Hur mycket än tvillingarna bråkar inbördes så håller de alltid en enad front. Hur mycket bus de än hittar på så har de goda själar och hjälper gärna faster Hanna med disken, även om det inte alltid är uppskattat.
Tvillingarnas skolgång är oftast inte överst på deras prioritetslista. Trots det har de (till Huberts stora förvåning) aldrig behövt gå om en klass. I 'Mysteriet med Silverkulan' går Hubert höstterminen i samma klass som de.

## Hubert
Tvillingarnas kusin, Hubert Norlén eller Hubertus Baltzar Holmfrid Norlén, av sina vänner mot sin vilja kallad "Hubbe" (ett öknamn som han avskyr), är tvillingarnas totala motsats. Prydlig, intelligent, vetgirig, glasögonprydd, kostymklädd, lossar aldrig på skjortkragen och slipsen om han kan undvika det. Han är måttlig road av sina mer vildsinta kusiners upptåg, men liksom tvillingarna kan han inte undvika mysteriernas värld ens om han skulle vilja det.
Hubert bor på Kaptensgatan 13 på Östermalm i Stockholm. Hans pappa Arvid Norlén dog enligt 'Sedel-mysteriet' när Hubert var fem år, och Huberts mamma heter Hanna. Huberts stora svaghet är "vackra flickor", speciellt blondiner. I de flesta böckerna nämns det att han har svårt att prata med flickor. I 'Ishockey-mysteriet' börjar Hubert som konståkare för att en av tjejerna vid namn Lissi, som kan få alla pojkar att smälta som vax, bad honom att gå med i klubben. Hubert skulle utan problem kunna anmäla sig till fallskärmshoppning om hon så bad honom om det. En annan tjej vid namn Virginia Steam är dotter till en svensk-amerikan som har anlitat Hubert som privatlärare i svenska språket. Virginia är det närmaste en riktig flickvän som Hubert har kommit, och om henne kan man läsa i 'Ångbåts-mysteriet'.
Hubert är minst lika mycket huvudperson i böckerna som Tvillingdeckarna själva, och en läsarfavorit hos många.
Hubert har toppbetyg i alla ämnen utom gymnastik och sång där han bara har B.
I 'Grott-mysteriet' sprayar sig Hubert med DDT en lång stund för att undkomma mygg och knott.
I vissa böcker bär han hornbågade glasögon, inte för att han behöver det utan för att de får honom att se intelligentare ut.

## Andra personer
Andra personer som figurerar flitigt i bokserien är tvillingarnas föräldrar, makarna Bergendahl; Huberts mamma Hanna Norlén; Huberts överviktige kompis Frippe Jonsson; samt ett gäng av tvillingarnas kompisar och fiender och Huberts alla romanser.
Efter Ivar Ahlstedts död 1967 skrev Rommerud böckerna ensam fram till 1974. Efter Rommeruds frånfälle dök det under 1980-talet upp fyra nya böcker, utgivna på licens, men fortfarande under pseudonymen Sivar Ahlrud. Dessa var skrivna av Dag E Hogsten, Börje Isakson och George Johansson.
Under 1973-74 och 1979-81 fanns Tvillingdeckarna som serietidning. Under några år figurerade de även som dagstidningsserie. Båda serieversionerna tecknades av Ola Ericson.

## Böcker
Utgivna på Lindqvists förlag, J. Beckmans förlag, Hörsta förlag, L.Rommerud samt B. Wahlströms bokförlag. Vissa av dem har kommit i reviderade upplagor på olika förlag, i några fall under olika titlar.
- Tvillingdetektiverna (1944) (Även i reviderad utgåva som Portföljmysteriet 1972)
- Det försvunna manuskriptet (1944) (Även i reviderad utgåva som Agentmysteriet 1968)
- Cirkus Babbini (1945)
- Hubert som reporter (1945) (Även utgiven som Dubbelgångar-mysteriet 1961)
- Klas och Göran vid filmen (1947) (Även i reviderad utgåva som Film-mysteriet 1960)
- Frimärksmysteriet på Loberga (1949)
- Mysteriet med silverkulan (1950)
- Radio-mysteriet (1950)
- Flyg-mysteriet (1951)
- Speedway-mysteriet (1951)
- Mysteriet med Lejonbrunnen (1952)
- Ishockey-mysteriet (1952)
- Fäbods-mysteriet (1953)
- Motorcykel-mysteriet (1953)
- Trav-mysteriet (1954)
- Tunnelbane-mysteriet (1954)
- Raket-mysteriet (1955)
- TT-mysteriet (1955)
- Tefats-mysteriet (1956)
- TV-mysteriet (1956)
- Lördags-mysteriet (1957)
- Tåg-mysteriet (1957)
- Fotbolls-mysteriet (1958)
- Pyramid-mysteriet (1958)
- Bil-mysteriet (1959)
- Rymd-mysteriet (1959)
- Zick-zack-mysteriet (1960)
- Film-mysteriet (1960) (Reviderad utgåva av Klas och Göran vid filmen från 1947)
- Tvilling-mysteriet (1960)
- Skyskrape-mysteriet (1961)
- Dubbelgångar-mysteriet (1961) (Reviderad utgåva av Hubert som reporter från 1945)
- Grodmans-mysteriet (1962)
- Chiffer-mysteriet (1962)
- Boxer-mysteriet (1963)
- Slalom-mysteriet (1963)
- Miljon-mysteriet (1964)
- Grott-mysteriet (1964)
- Helikopter-mysteriet (1965)
- Smugglar-mysteriet (1965)
- Dubbeldäckar-mysteriet (1967)
- Agent-mysteriet (1968) (Reviderad utgåva av Det försvunna manuskriptet från 1944)
- Rånar-mysteriet (1969)
- Tavel-mysteriet (1970)
- Sedel-mysteriet (1971)
- Långtradar-mysteriet (1972)
- Portfölj-mysteriet (1972) (Reviderad utgåva av Tvillingdetektiverna från 1944)
- Kapar-mysteriet (1973)
- Maffia-mysteriet (1973)
- Segelflyg-mysteriet (1974)
- Prinsess-mysteriet (1974)

Utgivna på licens efter författarnas död:
- Varulvs-mysteriet (1981) (skriven av Dag E Hogsten)
- Cykel-mysteriet (1982) (skriven av Börje Isakson)
- Ballong-mysteriet (1982) (skriven av George Johansson)
- Ångbåts-mysteriet (1983) (skriven av Dag E Hogsten)

Sammanlagt 54 böcker.